# Fórmula E

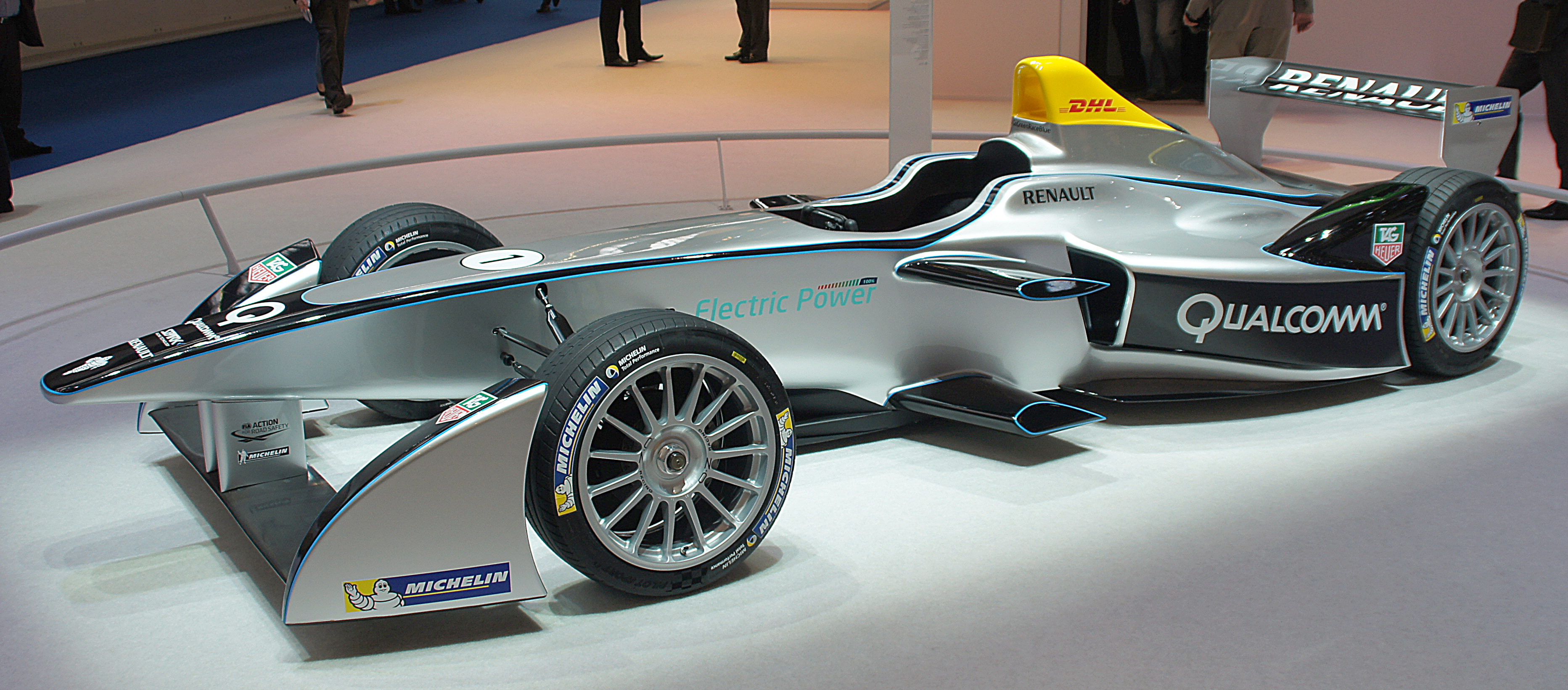
Spark Renault SRT_01 E (FIA Formula E) Frankfurt Motor Show 2013.

La Fórmula E, denominada comercialment com a ABB Fórmula E, és una categoria de competició de vehicles elèctrics organitzada per la Federació Internacional de l'Automòbil (FIA), creada amb la intenció de ser un laboratori d'investigació i desenvolupament de vehicles elèctrics per promoure i accelerar la seva popularitat. Serveix també com a aparador d'innovacions i desenvolupament en un marc que combina tecnologia i esport.